# Данијела Харис
Данијела Харис (енгл. Danielle Harris; рођена 1. јуна 1977. у Плејнвјуу, Њујорк) америчка је глумица, позната као „краљица вриска” због бројних улога у хорор филмовима. Славу је стекла већ као 10-годишњакиња улогом Џејми Лојд у филмовима Ноћ вештица 4: Повратак Мајкла Мајерса и Ноћ вештица 5: Освета Мајкла Мајерса, а касније се вратила и у деветом и десетом делу серијала. И у даљој каријери наставила је да се појављује у бројним хорорима као што су: серијал Секира, Урбане легенде, обрада Ноћи живих мртваца итд. 2012. постала је 5. глумица која је примљена у Фангоријину хорор кућу славних (после Хедер Лангенкамп, Џејми Ли Кертис, Сигорни Вивер и Линее Квигли).
Ван хорор жанра позната је по улогама у филмовима Било једном у Холивуду и Светлост дана, али и по ТВ серијама: Ургентни центар, Чари, Западно крило и Злочини из прошлости. Бавила се и гласовном глумом, па је у Никлодеоновој серији Трнавчевићи у дивљини позајмила глас Деби Трнавчевић.
2013. Харис је направила свој редитељски деби хорор филмом Међу пријатељима.

## Биографија
Данијела Андреа Харис рођена је у Плејнвјуу и одгајила ју је мајка Фран, заједно са сестром Ешли. Харис је јеврејка. Док је похађала основну школу, живела је на Флориди. Тада је победила на такмичењу лепоте и као награду освојила десетодневно путовање у Њујорк. Том приликом добила је бројне понуде од модних кућа, али их је све одбила, пошто су биле далеко од њене куће. Након што се због мајкиног посла преселила у Њујорк, почела је да ради као дечији модел. Убрзо је почела да се појављује и на телевизијским рекламама.
Током 1995. Харис је прогонио Кристофер Смол, опседнути фан њеног лика у серији Розен. Смол је на крају ухапшен када је дошао до Данијелине куће са плишаним медом и пиштољем у руци.
2013. Харис се верила за Дејвида Гроса. Пар се венчао наредне године на Хавајима. 2017. добили су првог сина, а 2018. другог.

## Каријера
Каријеру је започела са 8 година у ТВ серији Један живот за живети. До највеће славе дошла је захваљујући улози Џејми Лојд у филмовима Ноћ вештица 4: Повратак Мајкла Мајерса и Ноћ вештица 5: Освета Мајкла Мајерса. На тим филмовима највише је сарађивала са Доналдом Плезенсом, који је тумачио лик др Семјуела Лумиса. Њих двоје су у свету хорор филмова постали један од омиљених тандема хорор хероја, као 10-годишњакиња и 70-годишњак који су успели да поразе незаустављивог серијског убицу, Мајкла Мајерса. Упркос Данијелиној огромној жељи да се врати у улогу Џејми и у филму Ноћ вештица 6: Проклетство Мајкла Мајерса продуценти су одлучили да је замене старијом глумицом, а њеног лика убију на самом почетку, што ју веома разочарало и негативно утицало на њу. Када је Роб Зомби почео да ради на римејковима оригинални филмова Харисовој је понуђена улога Ени Брекет, коју је прихватила, јер је како каже, то видела као један начин да се „исправи неправда”. Са та два филма Харис се изједначила на другом месту по броју појављивања у серијалу са Џејми Ли Кертис (иза Плезенса). Када се Кертис вратила у филму Ноћ вештица 11: Суочи се са судбином, који је занемарио догађаје из појединих наставака, а тиме и Џејмину смрт, Данијела Харис је више пута апеловала путем друштвених мрежа да жели да се врати у улогу Џејми, али да је продуценти упркос истој жељи фанова неће вратити. Једном приликом, Харис је изјавила да иза те одлуке продуцената стоји управо Џејми Ли Кертис, која не жели да дође до повратка Џејми, коју фанови серијала обожавају.
У филму Светлост дана тумачила је улогу Ешли Кригтон, док су у главним улогама били Силвестер Сталоне и Виго Мортенсен. 2019. тумачила је лик Ејнџел Мансон у Оскаром награђеном филму Квентина Тарантина Било једном у Холивуду, у коме главне улоге тумаче Леонардо Дикаприо и Бред Пит.
Током 2010-их заједно са Кејном Ходером појавила се у бројним слешер филмовима, у којима он тумачи серијског убицу, а она финалну девојку.
Појављује се у споту музичке групе Five Finger Death Punch за песму The Bleeding.

## Филмографија
| Улоге Данијеле Харис |                                           |               |                         |                                                             |
| Година               | Српски назив                              | Изворни назив | Улога                   | Напомена                                                    |
| 1985—1987            | Један живот за живети                     |               | Саманта „Сами” Гаретсон | прва улога, ТВ серија                                       |
| 1988                 | Ноћ вештица 4: Повратак Мајкла Мајерса    |               | Џејми Лојд              |                                                             |
| 1989                 | Ноћ вештица 5: Освета Мајкла Мајерса      |               | Џејми Лојд              |                                                             |
| 1990                 | Обележен за смрт                          |               | Трејси                  |                                                             |
| 1991                 | Немој рећи мами, код куће смо сами        |               | Мелиса Крендл           |                                                             |
| 1991                 | Градски каубоји                           |               | ученица                 |                                                             |
| 1991                 | Последњи скаут                            |               | Даријан Халенбек        |                                                             |
| 1992—1993            | Розен                                     |               | Моли Тилден             | ТВ серија, Награда за најбољу младу глумицу (ном.)          |
| 1993                 | Слобода за Вилија                         |               | Гвени                   |                                                             |
| 1995                 | Ноћ вештица 6: Проклетство Мајкла Мајерса |               | Џејми Лојд              | архивски снимци                                             |
| 1996                 | Светлост дана                             |               | Ешли Кригтон            |                                                             |
| 1997                 | Ургентни центар                           |               | Лаура Квентин           | ТВ серија                                                   |
| 1998                 | Урбане легенде                            |               | Тош Гванери             |                                                             |
| 1998                 | Чари                                      |               | Авива                   | ТВ серија                                                   |
| 1998—2004            | Трнавчевићи у дивљини                     |               | Деби Трнавчевић         | глас, ТВ серија                                             |
| 2002                 | Западно крило                             |               | Кики                    | ТВ серија                                                   |
| 2004—2005            | Отац поноса                               |               | Сијера                  | глас, ТВ серија                                             |
| 2005                 | Злочини из прошлости                      |               | Џина Керол              | ТВ серија                                                   |
| 2007                 | Ноћ вештица 9                             |               | Ени Брекет              |                                                             |
| 2009                 | Ноћ вештица 10                            |               | Ени Брекет              |                                                             |
| 2010                 | Секира 2                                  |               | Мерибет Данстон         |                                                             |
| 2010                 | Земља кочева смрти                        |               | Бела                    | Фангорија награда — Место у кући славних                    |
| 2011                 | Почивање 2: Хромоскелет                   |               | Спан                    |                                                             |
| 2012                 | Дрхтање                                   |               | Венди Алден             | Награда за најбољу глумицу на филмском фестивалу у Бербанку |
| 2013                 | Секира 3                                  |               | Мерибет Данстон         |                                                             |
| 2013                 | Боунс                                     |               | Ребека „Бека” Пирс      | ТВ серија                                                   |
| 2014                 | Зло око нас 2                             |               | Ејми                    |                                                             |
| 2015                 | Ноћ живих мртваца: Најмрачнија зора       |               | Барбара Блер            |                                                             |
| 2017                 | Секира 4: Виктор Кровли                   |               | Мерибет Данстон         | камео улога                                                 |
| 2019                 | Било једном у Холивуду                    |               | Ејнџел Мансон           |                                                             |